# Fucellia kamtchatica
Fucellia kamtchatica är en tvåvingeart som beskrevs av Ringdahl 1930. Fucellia kamtchatica ingår i släktet Fucellia och familjen blomsterflugor. Inga underarter finns listade i Catalogue of Life.